# Sokal
Sokal (em ucraniano:  Сокаль) é uma cidade da Ucrânia, situada no Oblast de Leópolis. Tem 8,47 km² de área e sua população em 2020 foi estimada em 20.882 habitantes.